# Tiago Vermeulen
Tiago Vermeulen (14 juni 2008) is een Belgisch voetballer met Filipijnse roots die onder contract ligt bij Lierse SK.

## Clubcarrière
In juni 2024 ondertekende In juni 2024 ondertekende Vermeulen, aan de vooravond van zijn zestiende verjaardag, een tweejarige overeenkomst met optie op twee extra seizoenen bij Lierse SK. Vermeulen kreeg vervolgens van trainer Christophe Grégoire een kans bij het eerste elftal van de club tijdens de voorbereiding op het seizoen 2024/25. Op 6 oktober 2024 maakte hij zijn officiële debuut voor het eerste elftal van de club: in de 4-0-zege tegen Francs Borains liet Grégoire hem in de 83e minuut invallen.

## Clubstatistieken
| Seizoen         | Club            | Land            | Competitie      | Competitie | Competitie | Beker | Beker | Supercup | Supercup | Europees | Europees | Totaal | Totaal |
| Seizoen         | Club            | Land            | Competitie      | Wed.       | Dlp.       | Wed.  | Dlp.  | Wed.     | Dlp.     | Wed.     | Dlp.     | Wed.   | Dlp.   |
| --------------- | --------------- | --------------- | --------------- | ---------- | ---------- | ----- | ----- | -------- | -------- | -------- | -------- | ------ | ------ |
| 2024/25         | Lierse SK       | Vlag van België | Eerste klasse B | 1          | 0          | 1     | 0     | —        | —        | —        | —        | 2      | 0      |
| Carrière totaal | Carrière totaal | Carrière totaal | Carrière totaal | 1          | 0          | 1     | 0     | 0        | 0        | 0        | 0        | 2      | 0      |

Bijgewerkt op 10 december 2024.
1 Teunckens ·
2 De Schrijver ·
3 Marijnissen ·
5 Laes ·
6 Swinnen ·
8 Van Acker ·
9 S. Limbombe ·
10 De Schryver ·
11 Liongola ·
12 De Smet ·
13 Teunen ·
14 Maes ·
16 Maesen ·
19 Kieboom ·
20 Vanderhallen ·
23 Boone ·
36 Leyssens ·
42 Sampers ·
64 Vanuffelen ·
70 El Touile ·
77 Masaki ·
Naessens ·
Hendrickx ·
Coach: Van Imschoot
· Assistent-coach: Van Kerckhoven